# Alingsås tingsrätt
Alingsås tingsrätt är en tingsrätt i västra Sverige, med säte i Alingsås. Tingsrättens domkrets består av kommunerna Ale, Alingsås, Herrljunga, Lerum och Vårgårda. Tingsrätten med dess domkrets ingår i domkretsen för Hovrätten för Västra Sverige.

## Administrativ historik
Vid tingsrättsreformen 1971 bildades denna tingsrätt i Alingsås av Häradsrätten för Vättle, Ale och Kullings tingslag vari Alingsås rådhusrätt uppgått 1965. Domkretsen bildades ur delar av tingslaget samt en del av Gäsene tingslag och en mindre del av Flundre, Väne och Bjärke tingslag. Domkretsen (domsagan) omtattade från 1971 kommunerna Starrkärr, Nödinge och Skepplanda (dessa tre sammanslogs 1974 till Ale kommun) samt kommunerna Alingsås (samt Hemsjö kommun och Bjärke kommun som 1974 uppgick i Alingsås kommun), Herrljunga, Lerum och Vårgårda.

## Lagmän
- 1971–1980: Vilhelm Sohlberg
- 1980–1992: Gunnar Hellgren
- 1992–2003: Björn Karlén
- 2004–2005: Anders Hagsgård
- 2005–2009: Johan Mannergren
- 2009–2015: Anders Hagsgård
- 2015–2024: Jörgen Nilsson
- 2024-: Märit Bergendahl

## Byggnad
Alingsås tingsrätt är i dag inhyst i Kullings härads tingshus från 1899 ritad av Adrian C. Peterson. Byggnaden fick en tillbyggnad i tegel under andra hälften av 1950-talet. 2016 stod ytterligare en tillbyggnad klar ritad av arkitekterna Fritz Olausson och Magnus Almung samt inredningsarkitekten Karin von Geijer vid Tengbom arkitekter. Tillbyggnaden från 2016, vars fasad är helt inklädd i zinkplåt, erhöll Plåtpriset 2016. Tillbyggnaden, som gav upphov till både positiva och negativa reaktioner, diskuterades livligt i lokalpressen vid sin tillkomst.

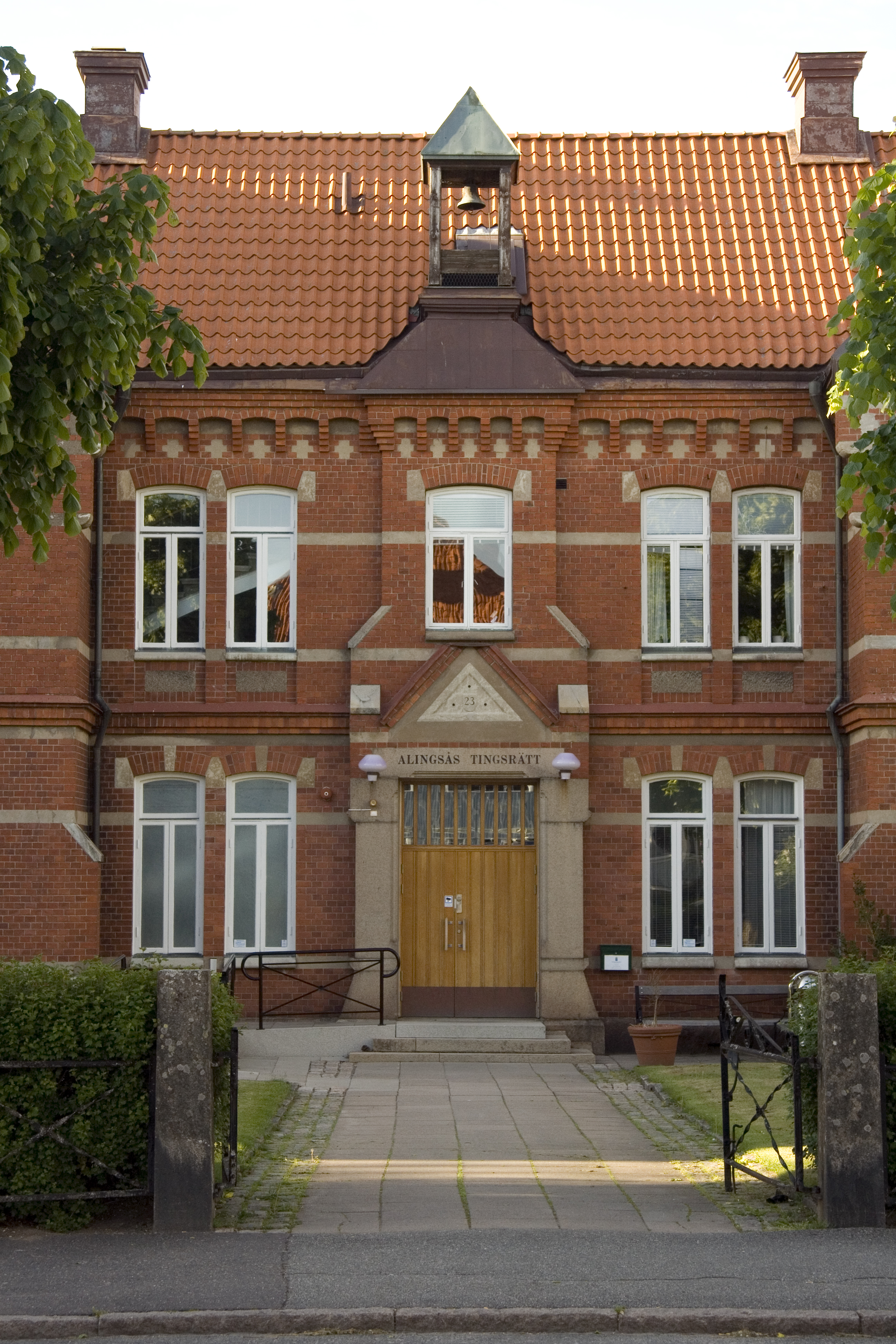
Tingsrättens huvudentré
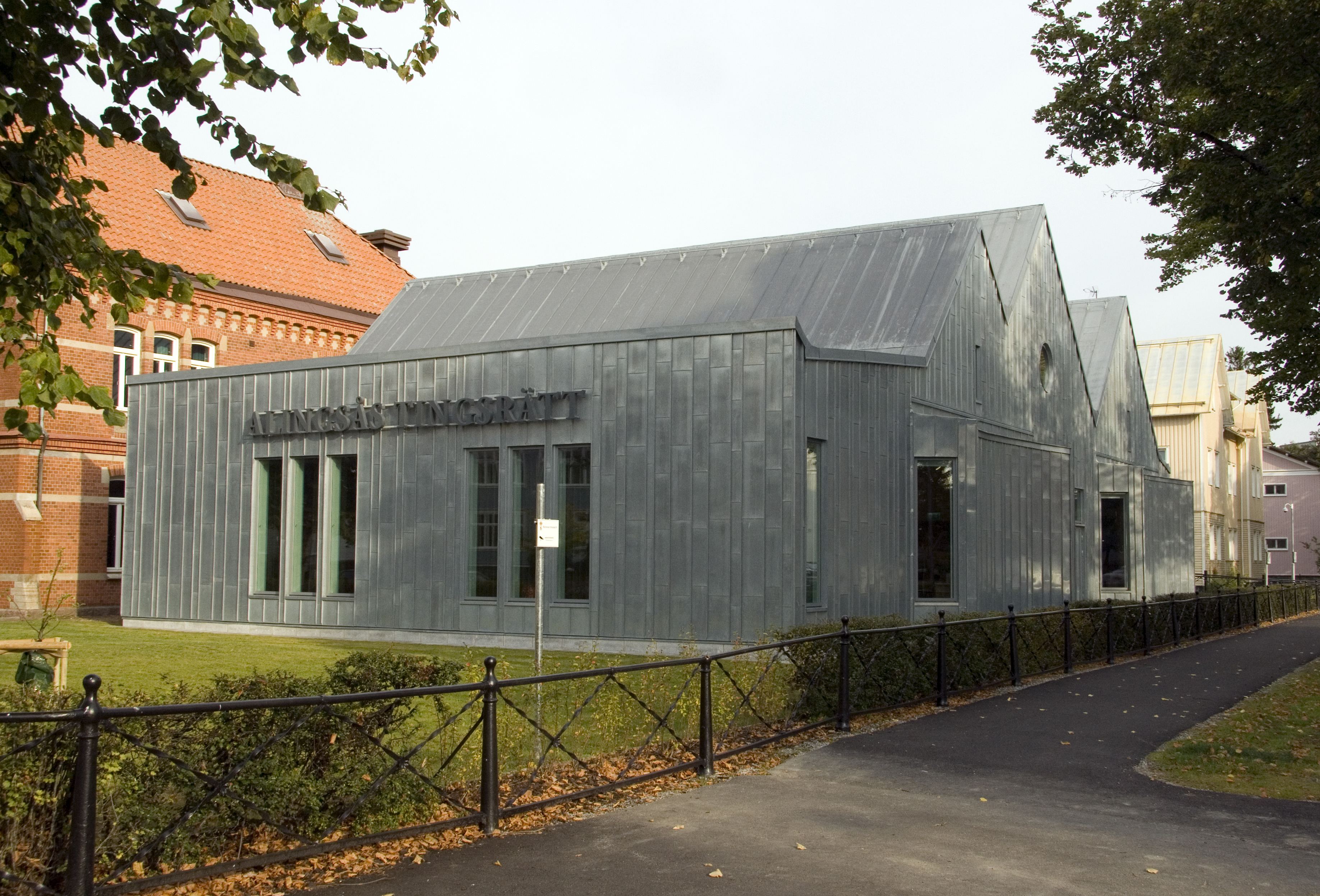
2016 års tillbyggnad
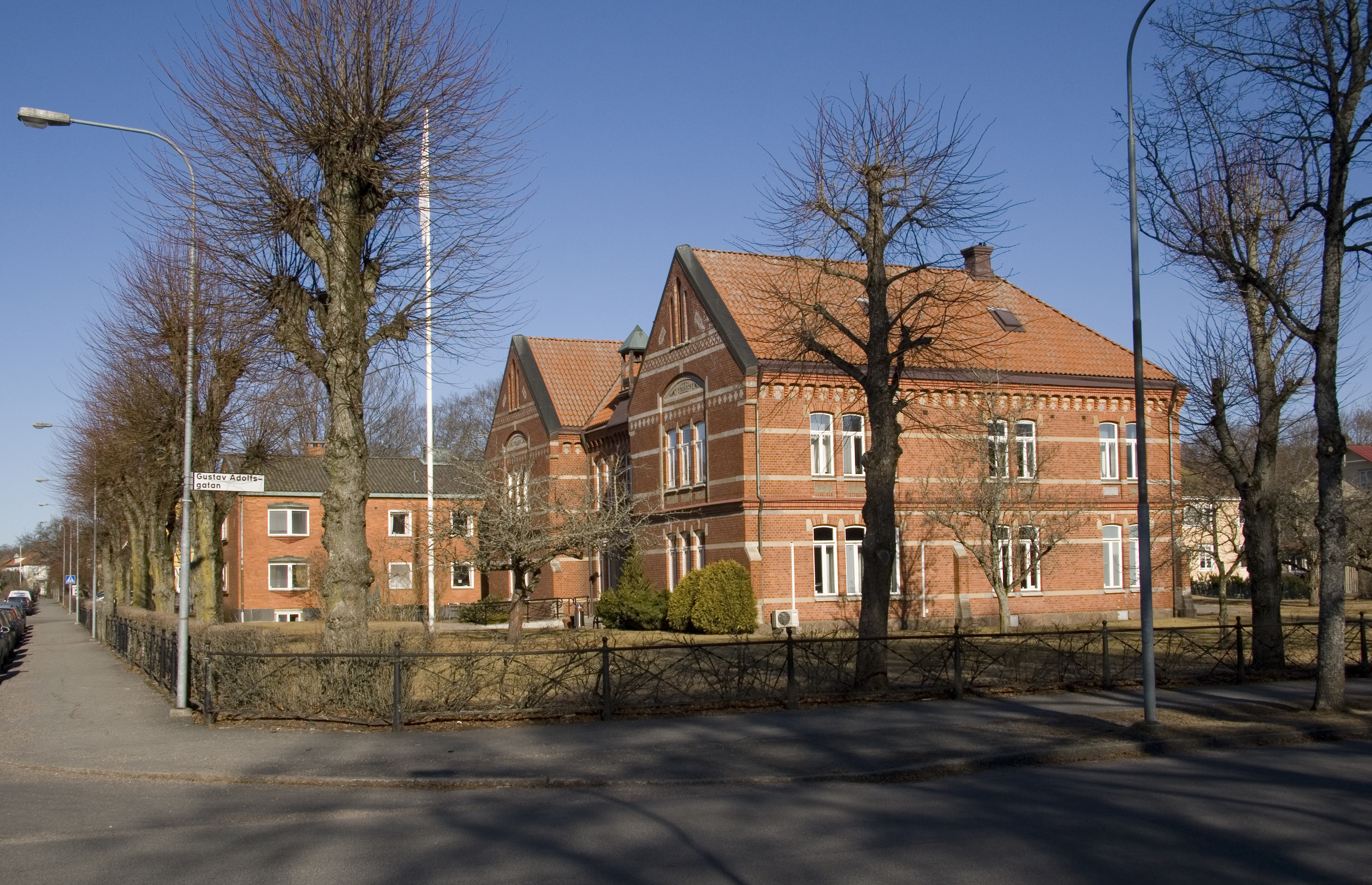
Tingshuset före tillbyggnaden 2016

## Heraldiskt vapen
Tingsrättens vapen bygger på Alingsås vapen men med ett ekträd ersatt av en balansvåg. Över skölden vilar en kunglig krona för att markera domstolens ställning som statlig myndighet.